# Жертва дьявола
Жертва дьявола (англ. Devil's Prey) — американский фильм ужасов 2000 года режиссёра Брэдфорда Мэя. Премьера фильма состоялась 28 мая 2003 года.

## Сюжет
Пятеро молодых друзей под вечер отправляются отдохнуть в загородный расположенный в ангаре клуб Night of the Living Rave. Однако в результате спровоцированной драки вся компания оказывается на улице. Отправляясь обратно домой на автомобиле компания чуть не сбивает одиноко идущую по дороге девушку. Оказывается она едва не стала жертвой сатанистов, которые хотели совершить над ней соответствующий ритуал в придорожном лесу. Вскоре объявляются и сами сатанисты, начинающие свою охоту за компанией молодых людей. В дальнейшем с переменным успехом сатанисты бегают за своими потенциальными жертвами по ночному лесу до тех пор, пока под утро герои не оказываются в небольшом городке. Местные жители в свою очередь весьма недружелюбно относятся ко всякого рода приезжим и стоят на стороне банды сатанистов.

## В ролях
| Актёр              | Роль        |
| ------------------ | ----------- |
| Эшли Джонс         | Сьюзан      |
| Чарли О’Коннелл    | Дэвид       |
| Брайан Кирквуд     | Эрик        |
| Дженнифер Лайонс   | Саманта     |
| Елена Лайонс       | Фэйвн       |
| Тим Томерсон       | шериф Харри |
| Марианн Мюллерлейл | Грейс       |

## Художественные особенности
Общая художественная особенность фильма состоит в том, что фильм является низкобюджетным и довольно халтурно сделанным, что отражается на всех его характеристиках.

### Образ сатанистов
Образ сатанистов в фильме складывается из всех тех клишированных аспектов, которые наиболее распространены среди обывателей. То есть сатанисты в фильме носят длинные мешкообразные балахоны, на шее носят медальоны с изображением пятиконечной звезды обращённой вниз, используют украшенные (декоративные) ритуальные ножи, совершают жертвоприношения, занимаются каннибализмом, скрывают лица под масками и т. д.